# Sporophila bouvronides
A Sporophila bouvronides a madarak osztályának verébalakúak (Passeriformes) rendjébe és a tangarafélék (Thraupidae) családjába tartozó faj.

## Rendszerezése
A fajt René Primevère Lesson francia orvos és ornitológus írta le 1820-ban, a Pyrrhula nembe Pyrrhula bouvronides néven.

## Alfajai
- Sporophila bouvronides bouvronides (Lesson, 1831)
- Sporophila bouvronides restricta Todd, 1917[2]

## Előfordulása
Panama, Bolívia, Brazília, Ecuador, Francia Guyana, Guyana, Kolumbia, Peru, Suriname, Trinidad és Tobago, valamint Venezuela területén honos. 
Természetes élőhelyei a szubtrópusi és trópusi gyepek és cserjések, folyók és patakok környékén, valamint másodlagos erdők. Vonuló faj.

## Megjelenése
Testhossza 11 centiméter.
|  |

## Természetvédelmi helyzete
Az elterjedési nagyon nagy, egyedszáma pedig stabil. A Természetvédelmi Világszövetség Vörös listáján nem fenyegetett fajként szerepel.